# عمارة بوذية يابانية

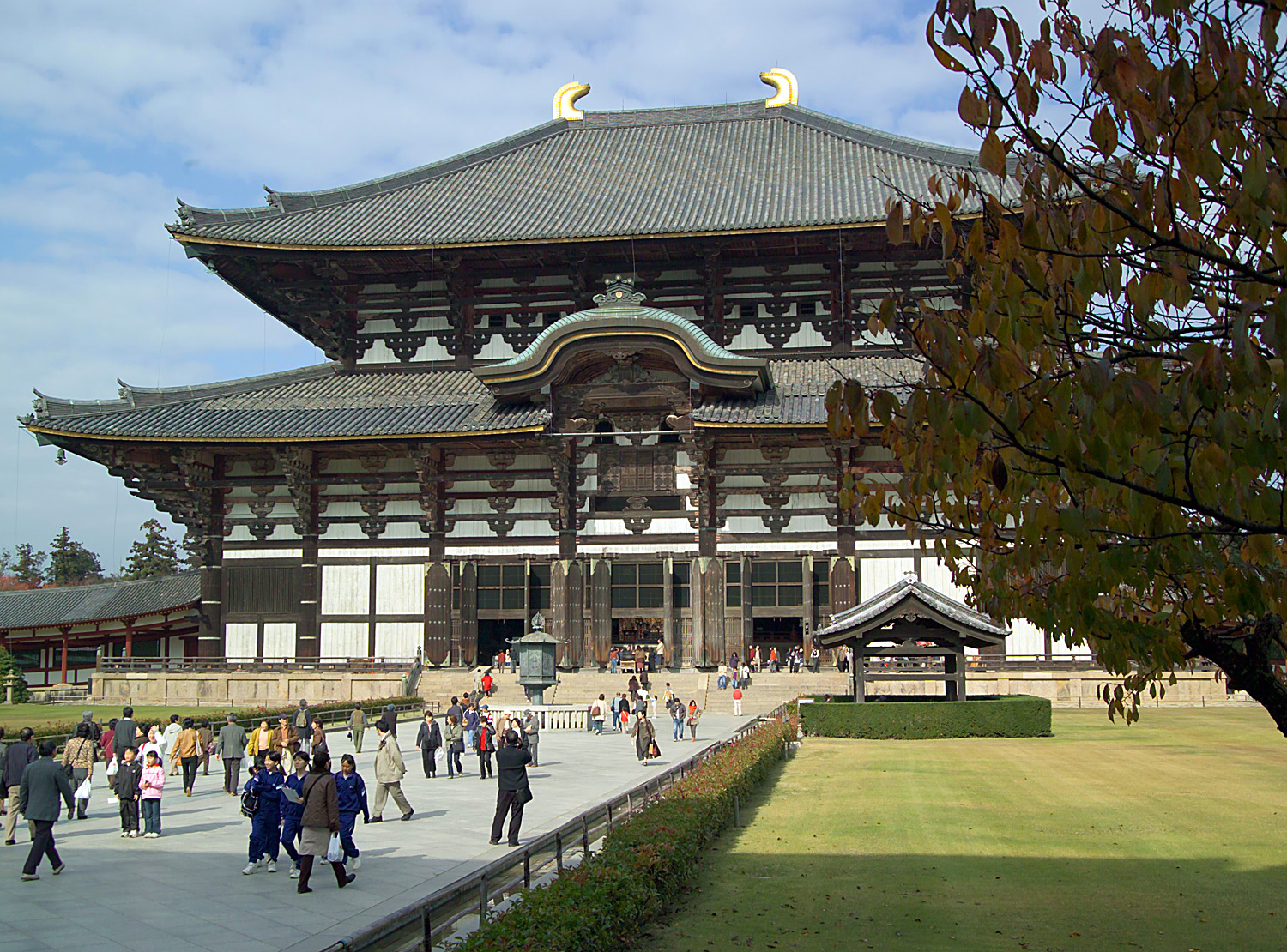

العمارة البوذية اليابانية هي عمارة المعابد البوذية في اليابان، وتتألف من أساليب معمارية متنوعة تطورت محليًا ونشأت في الصين. بعد وصول البوذية إلى القارة عبر ممالك كوريا الثلاث في القرن السادس، بُذل جهد في البداية لإعادة إنتاج المباني الأصلية بعناية قدر الإمكان، ولكن تطورت تدريجيًا نسخ محلية من الأنماط القاريّة لتناسب الأذواق اليابانية وحل المشاكل الناتجة عن الطقس المحلي، المتميز بكونه ماطر ورطب أكثر منه في الصين. كانت الطوائف البوذية الأولى هي طوائف نارا الستة (باليابانية: 南都六宗)، تبعتها خلال فترة هيان شينغون وتينداي في كيوتو. ولدت لاحقًا في كاماكورا، خلال فترة كاماكورا، طائفة جودو والطائفة اليابانية المحلية نيشيرين شو. في نفس الوقت تقريبًا وصلت زن البوذية من الصين، مما أثر بقوة على جميع الطوائف الأخرى بطرق عديدة، وضمنًا العمارة. تغير التركيب الاجتماعي لأتباع البوذية جذريًا مع مرور الوقت أيضًا. في البداية كان دين النخبة، لكنه انتشر ببطء من النبلاء إلى المحاربين والتجار وأخيرًا إلى السكان عامةً. على الجانب التقني، أدوات النجارة الجديدة مثل المنشار المؤطر والمسحج وفّرت حلول معمارية جديدة.
تشترك المعابد البوذية وأضرحة شنتو في خصائصها الأساسية وغالبًا ما تختلف فقط في التفاصيل التي قد لا يلاحظها غير المتخصص. هذا التشابه يرجع إلى أن الانقسام الحاد بين المعابد البوذية وأضرحة شنتو حديث، يعود إلى سياسة فترة مييجي للفصل بين البوذية وشينتو (شينبوتسو بونري) عام 1868. قبل استعراش مييجي كان شائعًا للمعبد البوذي أن يُبنى داخل أو بجوار ضريح، أو أن يشمل الضريح معابد فرعية بوذية. إذا كان الضريح يضم معبدًا بوذيًا، يُطلق عليه جينجو-جي (بالإنجليزية: jingū-ji)، (باليابانية: 神宮 寺). وبالمثل، اعتادت المعابد في جميع أنحاء اليابان على تبني كامي الحماية (باليابانية: 鎮守/鎮主) وبنوا الأضرحة داخل مناطقهم لإيوائهم. بعد الفصل القسري للمعابد والأضرحة التي أمرت بها الحكومة الجديدة، قطع الاتصال بين الديانتين، لكنه استمر رغم ذلك في الممارسة العملية ولا يزال مرئي حتى اليوم.
استوعبت العمارة البوذية في اليابان خلال تاريخ البلاد كله الكثير من أفضل الموارد الطبيعية والبشرية المتاحة. قادت العمارة أيضًا تطور ميزات إنشائية وزخرفية جديدة خاصة بين القرنين الثامن والسادس عشر. لهذه الأسباب، فإن تاريخها مهم ليس فقط لفهم العمارة البوذية، ولكن أيضًا للفن الياباني بشكل عام.

## خصائصها العامة
العمارة البوذية في اليابان ليست أصيلة، إنما استوردت من الصين والثقافات الآسيوية الأخرى على مر القرون بانتظام بحيث مُثلت أنماط البناء لجميع السلالات الحاكمة الستة. تاريخها هو تتابع يهيمن عليه التقنيات والأساليب الصينية والآسيوية الأخرى (موجودة حتى في ضريح إيسه، الذي يُعتقد أنه جوهر العمارة اليابانية) من جهة، والتنوعات اليابانية الأصلية في تلك الموضوعات من جهة أخرى.
يعود ذلك جزئيًا أيضًا إلى تنوع المناخات في اليابان والألفية المشمولة بين الاستيراد الثقافي الأول والأخير، والنتيجة غير متجانسة للغاية، ولكن مع ذلك يمكن العثور على العديد من الميزات العامة. أولًا اختيار المواد، إذ يُستخدم دائمًا الخشب في أشكال مختلفة (ألواح خشبية، قش، لحاء الشجر، إلخ) لجميع المباني تقريبًا. على عكس العمارة الغربية وبعض العمارة الصينية، إذ يتجنب استعمال الحجر باستثناء بعض الاستخدامات المحددة، على سبيل المثال في هياكل المعبد وأساسات المعبد.
الهيكل العام هو نفسه دائمًا تقريبًا: الأعمدة والأعتاب تدعم سقفًا كبيرًا ومنحنيًا بلطف، في حين أن الجدران رقيقة من الورق، وغالبًا ما تكون متحركة وغير قابلة للحمل. الأقواس والسقوف البرميلية غائبة تمامًا. تكون منحنيات الجملون والطنف أنعم منها في الصين، والحواف العمودية (محدبة في المنتصف) محدودة.
السقف هو العنصر الأكثر إثارة للإعجاب بصريًا، وغالبًا ما يشكل نصف حجم الصرح بأكمله. تمتد الطنفات المنحنية قليلًا إلى ما وراء الجدران، وتغطي الشرفات، وبالتالي يجب أن يكون وزنها مدعومًا بأنظمة قوس معقدة تسمى توكيو (بالإنجليزية: tokyō). هذه الطنفات كبيرة الحجم تعطي داخل المباني إعتام مميز، مما يساهم في صنع جو المعبد. يتكون داخل المبنى عادة من غرفة واحدة في المركز تسمى أومويا (بالإنجليزية: moya)، والتي يتفرع منها في بعض الأحيان فراغات أخرى أقل أهمية، على سبيل المثال ممرات تسمى هيساش (بالإنجليزية: hisashi).
أقسام الفراغ الداخلي مرنة، ويمكن تعديل حجم الغرفة من خلال استخدام ستائر أو جدران ورقية منقولة. وبالتالي يمكن تعديل المساحة الكبيرة الواحدة للقاعة الرئيسية حسب الحاجة. الفصل بين الداخل والخارج ليس مطلقًا إلى حد ما إذ يمكن إزالة الجدران بأكملها، وفتح المعبد للزوار. تبدو الشرفات جزءًا من المبنى لشخص غريب، ولكنها جزء من العالم الخارجي لمن هم في المعبد. تصنع الهياكل إلى حد ما لتكون جزء من بيئة المعبد. يحافظ استخدام وحدات البناء القياسية على الانتظام في نسب الأجزاء المختلفة للصرح، محافظًا على التناغم العام.
حتى في الحالات مثل ضريح توشوغو في نيكو (بالإنجليزية: Nikkō Tōshō-gū) حيث زخرفت كل مساحة متاحة بشكل كبير، تميل الزخرفة إلى اتباع الهياكل الأساسية، وبهذا تؤكد عليها بدلًا من إخفاءها.
كون الخصائص المعمارية بين العمارة المقدسة والوثنية مشتركة، جعله من السهل تحويل مبنى غير رسمي إلى معبد. حدث هذا على سبيل المثال في هوريو-جي (بالإنجليزية: Hōryū-ji)، إذ حوّل قصر امرأة نبيلة إلى مبنى ديني.

## تاريخها

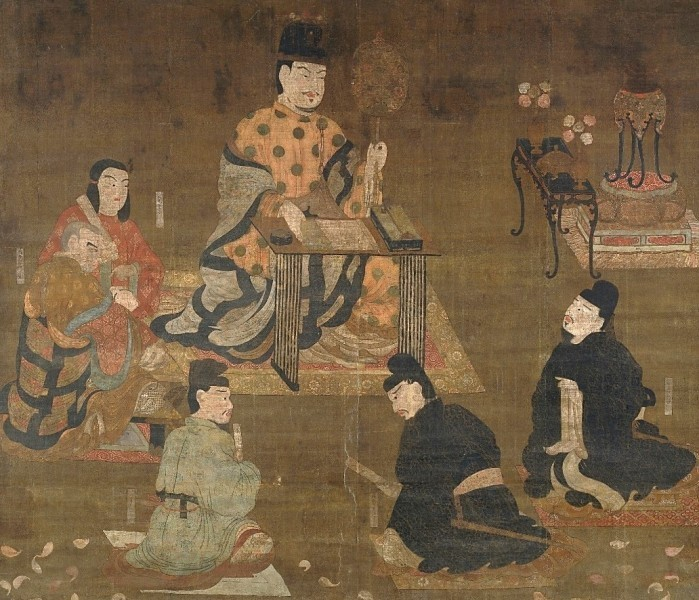
محاضرة عن شومانكيو، هوريوجي، إيكاروغا، نارا، اليابان

### البدايات - فترات أسوكا ونارا
البوذية ليست دينًا يابانيًا أصليًا، وهندستها المعمارية في القارة جاءت عبر كوريا مع البوذيين الأوائل في القرن السادس. تُبنّي رسميًا في أعقاب معركة شيجيسان عام 587، بعد ذلك التاريخ بدأ بناء المعابد البوذية. بسبب عداء مؤيدي معتقدات الكامي المحلية تجاه البوذية، لم يبق أي معبد من تلك الفترة، لذلك لا نعرف كيف كانت. لكن بفضل نيهون شوكي (بالإنجليزية: Nihon Shoki) نعلم أن معماريًا، وستة كهنة بوذيين، وصانع صور من مملكة بايكتشي الكورية جاءوا إلى اليابان عام 577 لتقديم المشورة لليابانيين بشأن ترتيب المباني الرهبانية.